# Xanthoprepes
Xanthoprepes is een geslacht van vlinders van de familie spanners (Geometridae), uit de onderfamilie Ennominae.

## Soorten
- X. flavinigra Warren, 1897
- X. marginata Warren, 1900